# Різник Сергій Васильович
Різник Сергій Васильович (нар. 27 листопада 1980) — доктор юридичних наук, професор кафедри конституційного права юридичного факультету Львівського національного університету імені Івана Франка, проректор з науково-педагогічної роботи та міжнародної співпраці Львівського університету. Призначений суддею Конституційного Суду України.

## Біографія
Народився 27 листопада 1980 року в Калуші Івано-Франківської області. У 1998 році закінчив Калуську гімназію та вступив на юридичний факультет Львівського національного університету імені Івана Франка.
Після закінчення університету з 2003 року наукову роботу поєднував з практичною, в тому числі з 2006 року — адвокатською діяльністю. У 2008 році захистив дисертацію на здобуття наукового ступеня кандидата юридичних наук за спеціальністю «конституційне право; муніципальне право». З 2009 року — асистент, а з 2010 — доцент кафедри конституційного права юридичного факультету Львівського університету. У лютому 2015 року отримав вчене звання доцента.
З січня 2016 року — заступник завідувача кафедри конституційного права, головний співредактор наукового журналу «Український часопис конституційного права» наскрізною темою якого є проблематика конституційної юстиції, питання конституційної реформи, підвищення стандартів забезпечення прав і свобод людини в Україні. З серпня 2016 — секретар Вченої ради юридичного факультету. З квітня 2017 року по вересень 2018 року — заступник декана юридичного факультету з навчально-виховної роботи та міжнародної співпраці.
За час роботи на факультеті брав активну участь у заснуванні та організації таких освітніх, наукових і просвітницьких проектів: Центр конституційних ініціатив (з 2013 року); Центр правової допомоги учасникам АТО (з 2014 року); щорічні Всеукраїнські студентські змагання з конституційного правосуддя (з 2014 року); двомовний спеціалізований науковий журнал «Український часопис конституційного права» (з 2016 року); просвітницькі телепроекти «Правова (р)еволюція» та «Нова генерація» (з 2017 року); Школа юного правника (з 2017 року); інноваційний та інтерактивний курс IFES з громадянської освіти для університетів «Демократія: від теорії до практики» (з 2017 року); «Подвійний диплом з Університетом Міколаса Ромеріса (м. Вільнюс, Литва)» з 2019 року та ін.
З квітня 2019 року — заступник голови Науково-консультативної ради Конституційного Суду України. У березні 2021 року в Інституті держави і права імені В. Корецького НАН України захистив дисертацію на здобуття наукового ступеня доктора юридичних наук за спеціальністю — конституційне право; муніципальне право на тему «Конституційність нормативних актів: сутність, методологія оцінювання та система забезпечення в Україні». З вересня 2021 року — професор кафедри конституційного права.
З грудня 2021 член Науково-консультативної ради при Голові Верховної Ради України.
У червні 2021 року призначений на посаду проректора з науково-педагогічної роботи та міжнародної співпраці Львівського національного університету імені Івана Франка.
Працюючи на посаді проректора Львівського університету брав участь у реалізації низки міжнародних проєктів у сфері утвердження демократії та верховенства права в Україні. Був одним з ініціаторів масштабної інформаційної кампанії, спрямованої на закриття російських центрів у європейських закладах вищої освіти та відкриття, натомість, центрів україністики та поширення українознавчих студій у європейських ЗВО. 
Брав участь в організації літніх шкіл з української мови, історії та права у Бірмінгемському та Шефілдському університетах. 
Є координатором від Львівського університету в масштабному проєкті за програмою Erasmus+ DigiUni - Цифровий університет - відкрита українська ініціатива / Open Ukrainian Initiative. Мета проєкту зумовлена воєнним станом та передбачає створення єдиної цифрової освітньої екосистеми України, яка забезпечить безперервну, високоякісну, інклюзивну та прозору освіту, незалежно від місцезнаходження здобувачів освіти.
Став співрозробником та учасником команди міжнародного проєкту EU4UA «Модернізація правничої освіти для підтримки європейської та євроатлантичної інтеграції України», спрямованого на підвищення спроможності українських правничих шкіл у наданні студентам знань та компетенцій, потрібних для правового забезпечення процесів європейської та євроатлантичної інтеграції України.
Член колективу авторів франко-англомовної освітньої програми «Міжнародне правосуддя», запланованої на 2024-2025 навчальний рік, метою якої є підготовка фахівців для представництва інтересів України в міжнародних судових інституціях. 
Член авторського колективу «Українсько-англійського правничого словника: на прикладах з судової практики», розробленого спільно з представниками Бірмінгемського університету (Велика Британія).
Брав участь у підготовці візиту Бориса Джонсона до Львівського університету та у процедурі присвоєння йому звання Почесного доктора Львівського національного університету імені Івана Франка. 

## Публікації[6][7]
Монографії:
- Конституційність нормативних актів: сутність, методологія оцінювання та система забезпечення в Україні: монографія / С. В. Різник. — Львів: ЛНУ імені Івана Франка, 2020. — 542 с.
- Бориславська О. М. , Різник С. В. Організація державної влади в сучасному світі: конституційно-правова енциклопедія. — Львів: Паіс. — 2012. — 456 с.

Навчальні посібники:
- Конституційне право зарубіжних держав: навч.-метод. Посібник / О. М. Бориславська, І. Я. Заяць, С. В. Різник. — К.: Ін Юре, 2015. — 360 с.
- Конституційне право зарубіжних країн. Том 2.: Особлива частина/ під ред. Д.ю.н., проф. Н. В. Мішиної та доц. В. О. Міхальова. — Дніпропетровськ: Середняк Т. К., 2014. — 336 с.

Наукові та науково-публіцистичні статті:
- Вплив Європейського суду з прав людини на систему забезпечення конституційності нормативних актів в Україні / С. Різник // Visegrad Journal on Human Rights. — 2020. — 215-220 с.
- Про поняття конституційності нормативних актів / С. Різник // Український часопис конституційного права. — 2020. — 3-11 с.
- Проблеми оцінювання конституційності законів про внесення змін до Конституції України // Український часопис конституційного права. — 2019. — 3-14 с.
- Конституційна юстиція в Україні: першопричини проблем (в контексті конституційної реформи) / С. Різник // Право України. — 2016. — № 2. — С. 126.
- Про межі конституційної юрисдикції та пряму дію норм Конституції України при здійсненні правосуддя // Вісник Конституційного Суду України. — 2016. — № 4-5.
- Значення інституту окремої думки судді Конституційного Суду України для утвердження справедливого конституційного правосуддя // Вісник Національної академії правових наук України. — 2015. — № 3 (82). — с. 59-68
- The issue of the decisions of the Constitutional Court of Ukraine legitimacy // European Applied Sciences. — 2015. — № 9 (September). — с. 84-85
- The Constitutional Court of Ukraine authorities concerning international agreements: realization issues // KELM. — 2015. — № 3. — с. 265—271
- Про нез'ясоване питання конституційності актів парламенту, прийнятих в умовах Революції Гідності // Вісник Конституційного Суду. — 2015. — № 6 — с. 58-66.
- Проблеми попереднього конституційного контролю законопроектів про внесення змін до Конституції України // Журнал Верховної Ради України Віче. Режим доступу до електронної версії: http://www.viche.info/journal/4974/
- Поновлення авторитету Конституційного Суду України як запорука ефективного функціонування держави/ С. В. Різник, В. Л. Федоренко. // Право України. — 2015. — № 5. — С. 97–110.
- Помилки конституційної реформи: корисний досвід чи втрачений шанс/ Сергій Різник. // Дзеркало тижня. — 26 червня 2015. — № 23. Режим доступу до електронної версії: https://zn.ua/ukr/LAW/pomilki-konstituciynoyi-reformi-korisniy-dosvid-chi-vtracheniy-shans-_.html
- Сила Конституції, або Як жити по-новому/ Сергій Різник // Українська Правда. — 2014. — Режим доступу до ресурсу: https://www.pravda.com.ua/articles/2014/06/28/7029970/view_print/
- Реформа конституційного правосуддя в Україні: питання теорії та практики/ Сергій Васильович Різник. // Науковий вісник Ужгородського національного університету, — Серія: Право. — 2014. — № 26. — С. 66–69.
- Критика Конституційного суду: причини, мотиви, наслідки/ Сергій Різник // Українська Правда. — 2013. — Режим доступу до ресурсу: https://www.pravda.com.ua/articles/2013/08/8/6995691/view_print/
- Конституція майбутнього чи констатація минулого: перспективи конституційної реформи/ М. І. Мельник, С. В. Різник. // Дзеркало тижня. — 2012. — № 23. Режим доступу до електронної версії: https://zn.ua/ukr/LAW/konstitutsiya_maybutnogo_chi_konstatatsiya_minulogo.html
- Конституція як основа національної безпеки України / Сергій Васильович Різник// Конституція України в сучасній правовій доктрині та національному державотворчому процесі. Матеріали Всеукраїнської науково-практичної конференції, присвяченої 15-річчю Конституції України, 20-річчю незалежності України, 350-тиріччю Львівського національного університету імені Івана Франка, 70-річчю кафедри конституційного права. — Львів: вид-во юридичного ф-ту ЛНУ ім. І. Франка. — 2011. — С.105-109.
- Охорона та захист державою конституційного права людини і громадянина на підприємницьку діяльність / Сергій Васильович Різник // Науковий вісник Ужгородського національного університету. — Серія Право. — 2008. — № 10. — С. 150—154.